# Museo Nacional de Bellas Artes de Asunción
El Museo Nacional de Bellas Artes y Antigüedades (MNBAA), ubicado en la calle Eligio Ayala entre Pa'i Pérez y Curupayty en la ciudad de Asunción, exhibe más de 84 piezas de arte, entre pinturas, esculturas y cerámicas. Así como también muebles y variados objetos que pertenecieron a su creador. El mismo cuenta con un depósito que alberga alrededor de 650 piezas más en el edificio del Archivo Nacional, el cual anteriormente fue sede del Museo hasta el año 2011.
Fue fundado en 1909 por el coleccionista Silvano Godoy, primer director general de Museos y Archivos de Paraguay.

## Historia

### Artes Plásticas en Paraguay
A diferencia de otros países latinoamericanos, que después de la Conquista iniciaron una actividad prácticamente continua en la producción y valoración de obras de arte, en Paraguay, la evolución de las artes, en general, se vio marcada por el accidentado decursar de su historia.
La rica tradición artesanal de las etnias que poblaban los distintos territorios que hoy conforman el país, no tuvo reconocido impacto durante el proceso de colonización. Sin embargo, con la llegada de los misioneros jesuitas y franciscanos, comenzó a producirse una paulatina transformación en la música, la arquitectura y, de manera relevante, en la talla de imágenes, donde jugó un papel decisivo la habilidad artesanal de los nativos.
Después de la expulsión de la Compañía de Jesús y la disminución de la presencia franciscana, se produjo una súbita interrupción en la producción artística. Situación que solo comenzó a cambiar tímidamente a mediados del siglo XIX con la aparición de dos pintores paraguayos: Saturio Ríos y Aurelio García, a lo que se sumó el arribo de arquitectos y constructores europeos que ayudaron a definir el perfil urbano de la ciudad de Asunción, capital de la nueva República.
Aunque si bien la Guerra de la Triple Alianza (1864-1870), entorpeció el desarrollo de las artes, ofreció un escenario ideal para el cultivo de la ilustración satírica. Las revistas Cabichuí y El Centinela, editadas e impresas en el frente, representan dos inestimables ejemplos, tanto desde el punto de vista histórico como estético. Para la impresión de sus ilustraciones, ambas empleaban la técnica del grabado, teniendo a Gregorio Cáceres como uno de sus principales creadores.
La llegada masiva de inmigrantes, entre los que se encontraban varios artistas europeos, marcó una valiosa impronta en el desarrollo del arte nacional. El italiano Guido Boggiani, descubre el arte indígena; el académico Héctor Da Ponte, se dedica a la formación de jóvenes, y el francés Julio Mornet, permaneció siete años en Paraguay, donde, entre otras actividades, realizó varias de las pinturas que adornaron el cielo raso del Palacio de López.
Gracias a las gestiones de Guido Boggiani y la colaboración de algunas instituciones culturales, varios jóvenes artistas, Carlos Colombo, Juan Samudio, entre otros, tuvieron la oportunidad de acceder a becas de estudio en Italia, donde perfeccionaron sus técnicas en distintas escuelas de orientación académica. A su regreso, se dedicaron, principalmente, a la pintura de paisajes y retratos.

### Juan Silvano Godoy
Por esos mismos años, Juan Silvano Godoy, (1850-1926) un político paraguayo de acomodada familia, se da a la tarea de conformar la primera colección de artes plásticas que llegaría al país.
Debido a los avatares de la política paraguaya, se vio obligado a viajar al exterior en múltiples ocasiones, lo cual le facilitó la adquisición de una valiosa colección de pinturas y esculturas, entre las que sobresalen obras de Courbet, Murillo, Tintoretto, entre otros. Juan Silvano Godoy se inclinó, principalmente, hacia la pintura decimonónica tardía, oscilando entre el naturalismo y el simple academicismo. Su colección también se vio enriquecida por obras de artistas contemporáneos del Río de la Plata.
En los primeros años del siglo XX, manifestó al Gobierno paraguayo el deseo de que todas sus obras fueran reuinidas en el seno de una institución, sentándose así las bases del actual Museo Nacional de Bellas Artes.
El Museo Godoy fue finalmente inaugurado en 1909, bajo la dirección del propio Godoy hasta su fallecimiento. En 1939, la institución fue oficializada por el Estado como Museo Nacional de Bellas Artes.

### Etapa de consolidación
Las obras adquiridas por Juan Silvano Godoy proceden de artistas del siglo XVII, italianos y franceses de la mitad del siglo XIX, de creadores argentinos que adquirieron cierta relevancia en décadas posteriores y, por supuesto, de toda una generación de pintores paraguayos: Andrés Campos Cervera, Carlos Colombo, Juan Samudio, Jaime Bestard, Roberto Holden Jara, Pablo Alborno, Modesto Delgado Rodas e Ignacio Núñez Soler, representantes de una aún incipiente escuela, pero vibrante de fuerzas y energías.
Entre las obras de artistas paraguayos sobresale la colección de dibujos de Miguel Acevedo, una visión satírica de la denominada belle époque y de sus personajes, conformada por cincuenta y siete obras originales, considerada una de las series más importantes que posee el Museo.
A partir del año 1989 se produjo una nueva relación del Museo con el público, abriéndose a exposiciones de artistas nacionales y extranjeros, realización de performances y la organización de diversas actividades educativo-culturales, que le han valido un reconocimiento por parte de las nuevas generaciones.
Memorables han resultado las exposiciones del fotógrafo japonés Daisaku Ikeda, la muestra de gráfica alemana contemporánea y la exhibición de tejidos étnicos bolivianos. Destaca también la exposición Jataity vive, cuya muestra abarcó prendas finamente bordadas en ao po'i.
El Museo cuenta con un equipo de expertos restauradores, lo que permite desarrolallar una permanente vigilancia, cuidado y conservación de las obras que atesora.

## Colecciones del museo

### Pintura paraguaya
La colección de pintura paraguaya cuenta con obras de artistas del siglo XIX como Saturio Ríos, Aurelio García, W:S: Scheler. Entre los artistas del siglo XX sobresalen Andrés Campos Cervera, Pablo Alborno, Juan Samudio, Héctor Da Ponte, Miguel Acevedo, Modesto Delgado Rodas, Roberto Holden, Jaime Bestard, Fabiola Adam, Ofelia Echagüe Vera, Laura Márquez, Olga Blinder, Edith Jiménez, Carlos Colombino, entre otros.

### Pintura internacional
Los países con mayor número de obras son: Argentina, Brasil, España, Francia, Uruguay e Italia. También están representados Alemania, Bolivia, Estados Unidos, Perú, Chile, Bélgica, Corea y Filipinas.

### Esculturas
Entre la colección de esculturas se destacan las obras de los artistas paraguayos Patricia Ayala, Andrés Campos Cervera, Roberto Ayala, Hugo Pistilli, Jorge Trigo y Ángel Yegros, así tallas creadas en las reducciones jesuíticas. En el Museo también se exhiben obras escultóricas de artistas de Francia, Italia y Argentina.

## Colecciones personales

### Saturio Ríos
- El Obispo Manuel Palacios
- Presidente Jovellanos

### Andrés Campos Cervera
- El Portalet,Vila Joyosa (aguafuerte)
- Caacupe (óleo sobre madera)
- Esopo (óleo sobre tela)
- Cabeza de india (cerámica)

### Pablo Alborno
- Cabeza de viejo (óleo sobre tela)
- Muchacho con azada (óleo sobre tabla)
- Lapacho rosado (óleo sobre tela)
- Lapacho amarillo (óleo sobre tela)
- Anticoli (óleo sobre tela)
- Paisaje veneciano (óleo sobre tela)

### Juan Samudio
- El árbol de Artigas (óleo sobre tela)
- Paisaje de Venecia (óleo sobre tela)
- Una noche en Burano (óleo sobre tela)

### Roberto Holden
- Campesino con niño (óleo sobre tela)
- Mujer campesina (óleo sobre tela)
- Retrato de Julio Correa (óleo sobre tela)

### Jaime Bestard
- El patio de mi madre (óleo sobre tela)
- Campesino trabajando en trapiche (óleo sobre tela)

### Miguel Acevedo
- Arsenio López Decoud (dibujo, lápiz carbón)
- El violinista Fernando Centurión (témpera, carbón y pastel)
- Jean Paul Casabianca (dibujo, carbón y pastel)
- José Rodríguez Alcalá (dibujo, lápiz carbón y pastel)